# Agrias angustior
Agrias angustior är en fjärilsart som beskrevs av Peter William Michael 1932. Agrias angustior ingår i släktet Agrias och familjen praktfjärilar. Inga underarter finns listade i Catalogue of Life.